# エレン・ベーカー
エレン・ベーカー（Ellen Baker）は、東京書籍が発行する日本の中学校用英語教科書『NEW HORIZON』の2016年度版から2019年度版、小学校用英語教科書『NEW HORIZON Elementary』2024年度版から、および小説『NEW HORIZON 青春白書』に登場している外国語指導助手（ALT）。

## 概要
1966年（昭和41年）に刊行を開始した『NEW HORIZON』は、日本の中学校で使用される英語の検定教科書で2016年度の採択率（シェア）が33.8%を占め国内第1位となっている。東京書籍に限らず、日本の中学校で使用される多くの英語教科書では3学年を通じて登場人物を共通化してストーリー性を持たせる編集方針が採られているが、2012年〜2015年度版までの『NEW HORIZON』では素朴なタッチのイラストが用いられていた。
東京書籍では『NEW HORIZON』を使用して英語を学習した元中学生をターゲットに「教科書に登場した人物たちのその後」を題材にした参考書『ミライ系NEW HORIZONでもう一度英語をやってみる』を2011年（平成23年）に刊行するなど従来から漫画やアニメに関心の高い層の取り込みを図って来たが、2016年度の改訂作業において以前に『ミライ系NEW HORIZON』の挿絵を担当したイラストレーターの電柱棒を起用し、イラストのタッチを一新した。東京書籍は複数社の取材に対し、以下のように意図を説明している。
| 「 | グローバル化の時代に英語教育の大切さがうたわれています。そのため、義務教育においては、全員の英語力を高めるためにさまざまな施策が行われています。全員といっても、生徒によって興味のあるなしということは出てきますので、できるだけ多くの生徒に学習しようという意欲を持ってほしいと思い、生徒に関心の高いタッチのイラストに変えることにしました。 | 」 |

インターネット・コムでは「学校教育と、若い世代を引きつけるアニメ文化の双方をよく把握した担当者の配慮を感じる」と評している。また、キャラクターデザインを担当した電柱棒はエレンのデザインコンセプトについて「国籍以外は特に東京書籍さんからは指定もなく自由でしたので、とにかく僕自身が見てかわいいと思えるキャラクターを作ろうと心がけました」、また人物像については「教師というよりは友達のような感覚で親しんでもらえるようなキャラクターとして描いたつもりです」と語っている。
2024年度版の東京書籍の小学生向け英語教科書『NEW HORIZON Elementary』において再び登場。この年は「NEW HORIZONプロジェクト」と題し、イラストも一新。新たなイラストは佳奈が手掛けた。
同年4月、東京書籍はベーカーがVTuber化した映像を公開。同年4月22日に発売され、自身も登場する、児童文学小説『NEW HORIZON 青春白書Unit1 新学期が始まる前に…』および英語学習書『エレン・ベーカー先生 はじめての英語教室』の告知を行った。なお、『エレン・ベーカー先生 はじめての英語教室』にはVTuber化したベーカーのレッスン映像も初回版限定で付属している。
このような「NEW HORIZONプロジェクト」を企画した意図について、東京書籍の担当者は教科書ならではの特性を活かし、大人も子供も楽しめる世界を作れたらという思い、『教科書のキャラクターを使って盛り上がりたい』という思いのようなものが感じられたこと、教科書以外のシーンも英語を学習するモチベーションにつなげて欲しい、という3つの点を挙げている。

## 人物
アメリカ合衆国マサチューセッツ州ボストン出身。前任者（2012年〜2015年度版『NEW HORIZON』に登場）で同じくボストン出身のメアリー・ブラウン（Mary Brown）に代わって、日本の緑中学校にALTとして赴任してきた。金髪で瞳の色はエメラルドグリーン。年齢は2016年4月7日放送の日本テレビ『NEWS ZERO』で取り上げられた際に「20代後半」と紹介されている。ボストン・レッドソックスのファン。
Course 1（1年）の巻頭人物紹介によれば弟のマイク・ベーカー（Mike Baker）も来日しており、中華料理店で働いている。緑中学校での教え子は柔道部員の安藤咲、サッカー部員の伊藤光太、インド人でバンド活動をしているディーパ・ミートラ（Deepa Mitra）、カナダ出身で日本の文化に興味があり留学しているアレックス・グリーン（Alex Green）ら。光太の姉でロンドンに居住している伊藤絵美は2008年〜2011年度版の『NEW HORIZON』に若葉中学校の生徒として登場しており、同校にALTとして赴任していたカナダ人のアン・グリーン（Ann Green）はアレックスの親戚である。2012年〜2015年度版に緑中学校のALTとして登場していたメアリー・ブラウンはアメリカへ帰国しており、Course 2（2年）で咲がホームステイでボストンを訪れた際にホストとなっている。
なお、エレンが登場するのは1年教材のCourse 1と3年教材のCourse 3の2冊で、2年教材のCourse 2には一切登場していない。理由をTwitterで問われたイラストレイターの電柱棒は「あいどんとのー」と慌てるエレンのイラストを自身のアカウントにて投稿している。
現在のNEW HORIZON(2021年)～では、2年教材のCourse 2に1ページのみ登場している。3年教材のCourse 3では、弟と同姓同名のマイク・ベーカーが外国語指導助手（ALT）として登場し、教師用指導書上でエレン・ベーカーの弟と説明されている。
『NEW HORIZON 青春白書』で登場した際は若葉中学校に勤務していた。新学期が近づく中、次の勤務先が決まらず、「今後ALTを続けられないかもしれない」という悩みを抱えていたが、「英語力強化」を図る若葉小学校校長の大道寺美知子により、若葉小学校に赴任する。
『NEW HORIZON 青春白書』では髪を切ったわけなどが明らかになった。
『NEW HORIZON 青春白書』では弟のマイクも登場し、ALTとして日本に在住しているという設定となっている。また、アン・グリーンも登場しており、アメリカで大学教授となっている。

### 演じた女優
東京書籍では教科書の会話を実写映像により再現した教材用のDVDを販売しており、ミキ・クラークがエレン役を演じている。

## 反響
2016年度が始まって間もない2016年4月5日、Twitterで「新しく中学校に入学した弟が持って帰ってきた英語の教科書。登場人物可愛すぎない?」というツイートがCourse 1の一部を抜粋した写真付きで投稿された。このツイートが当日の内に「エレン先生が可愛い」という感想と共に広く拡散され、2日後には5万5000回以上のリツイートと5万回以上の「いいね!」を記録した。併せて、Twitterではコラージュ画像の投稿が流行したりpixivにエレンの二次創作のイラストが一斉に投稿されるなどの大きな反響を呼んだことを始め、ニコニコ動画では「久々にアイドルの器があるキャラクターが出てきた」としてオリジナルのキャラクターソングが投稿され、初日だけで1万回以上の再生回数を記録した。
一方では未成年者、特に『NEW HORIZON』を使用して学習する中学生に不適切な（性的な表現を含む）二次創作が見られることについて「教育のものなのに大丈夫なのか」と懸念する声も挙がっていたが、東京書籍では「弊社としては、生徒さんに英語学習への関心を持ってもらえたらということを考え、細かい配慮をしているので、静謐な環境で学習が進むことを願っている」とコメントしている。この反響の広がりについて、exciteでは2002年（平成14年）に永岡書店が刊行したアンデルセン原作の童話『赤いくつ』の絵本に登場する主人公のカーレンが人気を博した際の経緯との類似性を挙げ、当時との広がり方の相違点について「Twitterを媒介として、ものすごく多くの人に広まった。スピードがとにかく早い。トレンド入りし、ハッシュタグでつながり、元ツイートがRTで拡散される（中略）全世界から容易に見えてしまうTwitter上で、話題はひたすらに肥大化してしまった」と指摘している。

### 二次創作に対する許諾申請を求める見解の発表
キャラクターデザインを担当した電柱棒はBuzzFeed Japanの取材に対して「あくまで学校教材なので、教育現場を離れて騒ぎになると保護者の方々から悪い印象を受けたりしないかと気になってもいる」とファン活動の行き過ぎを不安視するコメントを発していたが、後日に本人のサイト上で設定画を公開した際には「インタビュー記事が拡散されて俺が自ら不安を煽っていくスタイルみたいになっててワロタ」と前置きしたうえで「ほんとすんませんでした考えが足りてなさすぎました。あんまり気にせず楽しんでください」と述べている。
その後、ある個人が著作権管理団体の教科書著作権協会（JACTEX）に二次創作の許諾に関する問い合わせを行ったところ、否定的な回答を受け取ったという報告がTwitterに投稿され「余計なことをするな」と炎上する騒動が発生した。4月13日、東京書籍は「TMNEW HORIZONのキャラクターについて」と題するプレスリリースを通じてJACTEXを通じて使用許諾申請を求める見解を表明した。
| 「 | 英語学習がますます重要性をもつ時代となる中、できるだけ多くの中学生の皆さんに、英語学習に意欲をもって取り組んでいただけるよう、これらのキャラクターを設定いたしました。 （中略） 教材、図書、インターネット等でのキャラクターの使用をご希望の場合、許諾申請は教科書著作権協会（http://www.jactex.jp/）までお願いいたします。上記のキャラクター設定の趣旨から著しく逸脱すると見なさざるをえないケース等、許諾できない場合もありますことを、あらかじめご理解ください。 | 」 |

朝日新聞（withnews）の取材に対し、東京書籍の法務担当者は教科書のキャラクターを使用した性的な表現を含む二次創作が公表されていることについて、保護者から複数件の苦情があったことを明らかにしたうえで「社会的責任を考え、動くことになりました」とプレスリリースの意図を声明した。「未成年者に不適切なものに限らず二次創作全般を禁止する意図があるのか」との問いに対しては「教科書のキャラをとりあげていただけることはありがたいのです。未来の日本を支える子どもを育てるという教科書の特性を認識して頂けるとよいのですが」として明言を避けながらも「これ以上教科書の品質をおとしめることがあったり、ビジネスへの利用があったら、なんらかの対応も必要になるかも」と状況を注視する姿勢を見せている。

## 商品
2017年にLINEスタンプが配信されている。
2017年8月21日にエイトステーション株式会社よりTwitter上で2018年版カレンダーの発売が発表された。学校教材で唯一商品化が認められた。発売は2017年9月初旬。商品タイプは3種類。
2024年8月23日、アニメイト主要9店舗およびアニメイト通販において、アクリルスタンドなど『NEW HORIZON Elementary』の登場人物の4種のグッズが販売。同時に、アニメイトカフェGratteの9店舗でグラフィックラテおよびアイシングクッキーが販売された。
2024年9月24日にはエレンを含む『NEW HORIZON Elementary』の登場人物のLINEスタンプが販売された。